# Piso pisello
Piso pisello è un film italiano del 1981 diretto da Peter Del Monte.
Venne presentato in anteprima alla 38ª Mostra internazionale d'arte cinematografica di Venezia.

## Trama
Oliviero è un giovanissimo ragazzo padre; ha avuto infatti un figlio all'età di soli 13 anni, facendo diventare nonni i suoi trentenni genitori sessantottini. Insieme al bambino, Oliviero gira per Milano, trovandosi alle prese con barboni e un orfanotrofio dove il bambino rimane temporaneamente per poi fuggire. I due decidono quindi di tornare a casa, insieme.

## Riconoscimenti
- 1981 - Mostra internazionale d'arte cinematografica
  - Nomination Leone d'oro
  - UNICEF Award
- 1982 - David di Donatello
  - Nomination Migliore attrice non protagonista a Valeria D'Obici
  - Nomination Miglior attore non protagonista a Alessandro Haber
  - Nomination Migliore sceneggiatura
  - Nomination Miglior produttore